# Francis Lieber
Francis Lieber, né Franz Lieber le 18 mars 1798 ou 1800 à Berlin, Royaume de Prusse et mort le 2 octobre 1872 à New York, est un juriste, philosophe politique et universitaire germano-americain.

## Biographie
Né en 1800 à Berlin dans une famille de commerçants juifs, Lieber est le dixième de douze enfants. Ses opinions politiques sont influencées par l'invasion de sa ville natale par les troupes françaises, à laquelle il assiste en 1806, à l'âge de six ans. C'est pourquoi il est plus tard un défenseur des opinions patriotiques et accorde une grande importance aux idéaux de liberté et d'indépendance. Pendant ses études, il devient en 1818 membre de l'Alten Berliner Burschenschaft (de).
Il fut éditeur de l’Encyclopedia Americana et l'auteur du Lieber Code lors de la Guerre de Sécession, également connu sous le titre de Code for the Government of Armies in the Field (1863), qui conduisit à la rédaction des conventions régissant la conduite des troupes en temps de guerre. Francis Lieber fut, en 1857, le premier professeur d'histoire et de science politique à l'Université Columbia.

## liens externes
- Notices dans des dictionnaires ou encyclopédies généralistes :   - American National Biography
  - Britannica
  - Brockhaus
  - Deutsche Biographie
  - Enciclopedia italiana
  - Nationalencyklopedin
  - Treccani
- Notices d'autorité :   - VIAF
  - ISNI
  - BnF (données)
  - IdRef
  - LCCN
  - GND
  - Japon
  - CiNii
  - Belgique
  - Pays-Bas
  - Pologne
  - Israël
  - NUKAT
  - Australie
  - Tchéquie
  - Portugal
  - Lettonie
  - Grèce
  - WorldCat